# Chirosia gleniensis
Chirosia gleniensis är en tvåvingeart som först beskrevs av Huckett 1924.  Chirosia gleniensis ingår i släktet Chirosia och familjen blomsterflugor. Inga underarter finns listade i Catalogue of Life.